# Emily Maddison
Emily Sara-Claire Maddison (Kingston, 1999) es una modelo jamaicana y ganadora del concurso de belleza Miss Universo Jamaica 2018. Representó a Jamaica en el concurso de Miss Universo 2018.

## Vida personal
Maddison nació y se crio en Kingston, Jamaica. Fue al Campion College.

## Concursos de belleza

### Miss Universo Jamaica 2018
Maddison fue coronada como Miss Jamaica Universe 2018, en el concurso que se llevó a cabo en el Hotel Jamaica Pegasus en Kingston, Jamaica, el 24 de agosto de 2018. Sucedió a la saliente Miss Universo Jamaica 2017 y a la segunda finalista de Miss Universo 2017, Davina Bennett.

### Miss Universo 2018
Maddison representó a Jamaica en Miss Universo 2018, celebrado el 17 de diciembre de 2018 en Bangkok, Tailandia, donde se ubicó en el Top 20 de cuartofinalistas.